# Tunari, Ilfov
Tunari este satul de reședință al comunei cu același nume din județul Ilfov, Muntenia, România.

## Legături externe

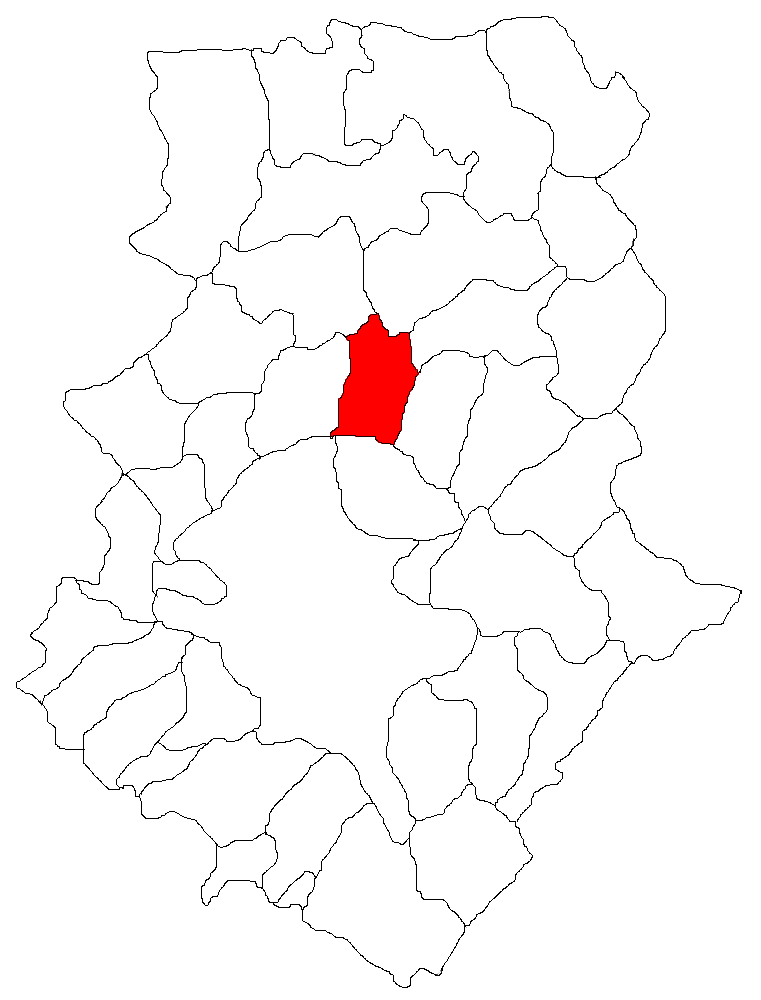
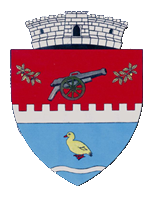
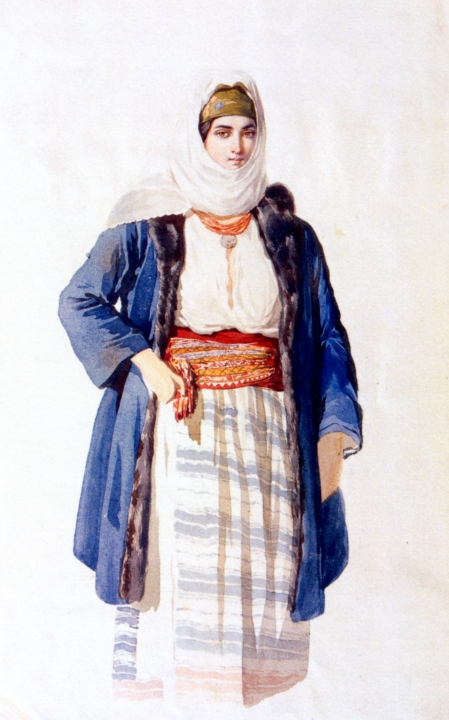
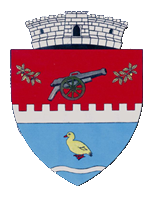